# Varhaug (przystanek kolejowy)
Varhaug – kolejowy przystanek osobowy w Varhaug, w regionie Rogaland w Norwegii, jest oddalony od Stavanger o 43,11 km a od Oslo Sentralstasjon o 555,77 km. Leży na poziomie 44,3 m n.p.m.

## Ruch pasażerski
Należy do linii Sørlandsbanen. Jest elementem Jærbanen - kolei aglomeracyjnej w Stavanger i obsługuje lokalny ruch między Stavanger, Sandnes i Egersund. Pociągi odjeżdżają co pół godziny do Varhaug i co godzinę do Egersund. 

## Obsługa pasażerów
Wiata, parking na 40 miejsc, parking rowerowy. Odprawa podróżnych odbywa się w pociągu.